# 알펜시아 크로스컨트리 및 바이애슬론 센터
알펜시아 크로스컨트리 센터(영어: Alpensia Cross-Country Centre) 및 알펜시아 바이애슬론 센터(Alpensia Biathlon Centre)는 강원특별자치도 평창군 대관령면 수하리에 위치한 체육 시설이다. 각각 크로스컨트리 스키 및 바이애슬론 경기장으로 사용된다. 두 관중석 시설이 서로 인접하여 있으며 유사한 외관이다. 스키점프 경기장과도 인접하여 있다. 비동절기에는 알펜시아 700이라는 이름의 골프장으로도 사용된다.
1995년 12월에 완공되어 노르딕 전용 경기장 또는 강원 도립 노르딕 경기장으로 불렸다. 2018년 동계 올림픽의 크로스컨트리 스키, 바이애슬론 및 노르딕 복합 경기장으로 사용될 예정이다. 동계 올림픽을 앞두고 현재의 명칭을 얻었다.
크로스컨트리 센터는 2009년 6월에 1차 보완 공사를 완료하였다. 경기장의 규모는 연면적 3,607m2, 지하1층 ~ 지상2층이며 약 15,000명을 수용할 수 있다. 2018년 동계 올림픽의 크로스컨트리 스키 및 노르딕 복합 종목 경기가 개최된다. 평창 동계 올림픽 조직위원회는 2017년 12월까지 2차 보완공사를 마무리할 예정이다.
바이애슬론 센터는 2007년 12월에 보완 공사를 하였다. 경기장의 규모는 연면적 2,853m2, 지하 1층 ~ 지상 2층이며 20,000여 명을 수용할 수 있다.

## 국제대회
크로스컨트리 센터는 아래와 같은 국제 대회를 유치하였다.
- 1999년 동계 아시안 게임
- 2013년 동계 스페셜 올림픽
- 2015년 FIS 크로스컨트리 스키 대륙컵 대회
- 2017년 2월 4~5일 FIS 크로스컨트리 월드컵 대회
- 2017년 2월 4~5일 FIS 노르딕 복합 월드컵 대회
- 2018년 동계 올림픽 (크로스컨트리 스키, 노르딕 복합) 및 평창 동계 패럴림픽 (크로스컨트리 스키)

바이애슬론 센터는 아래와 같은 국제대회를 유치하였다.
- 1999년 동계 아시안 게임
- 2013년 동계 스페셜 올림픽
- 2008년 IBU 바이애슬론 월드컵 대회
- 2009년 IBU 바이애슬론 세계 선수권 대회
- 2017년 IBU 바이애슬론 월드컵 대회
- 2018년 평창 동계 올림픽 및 평창 동계 패럴림픽
- 2024년 강원 동계 청소년 올림픽

## 갤러리

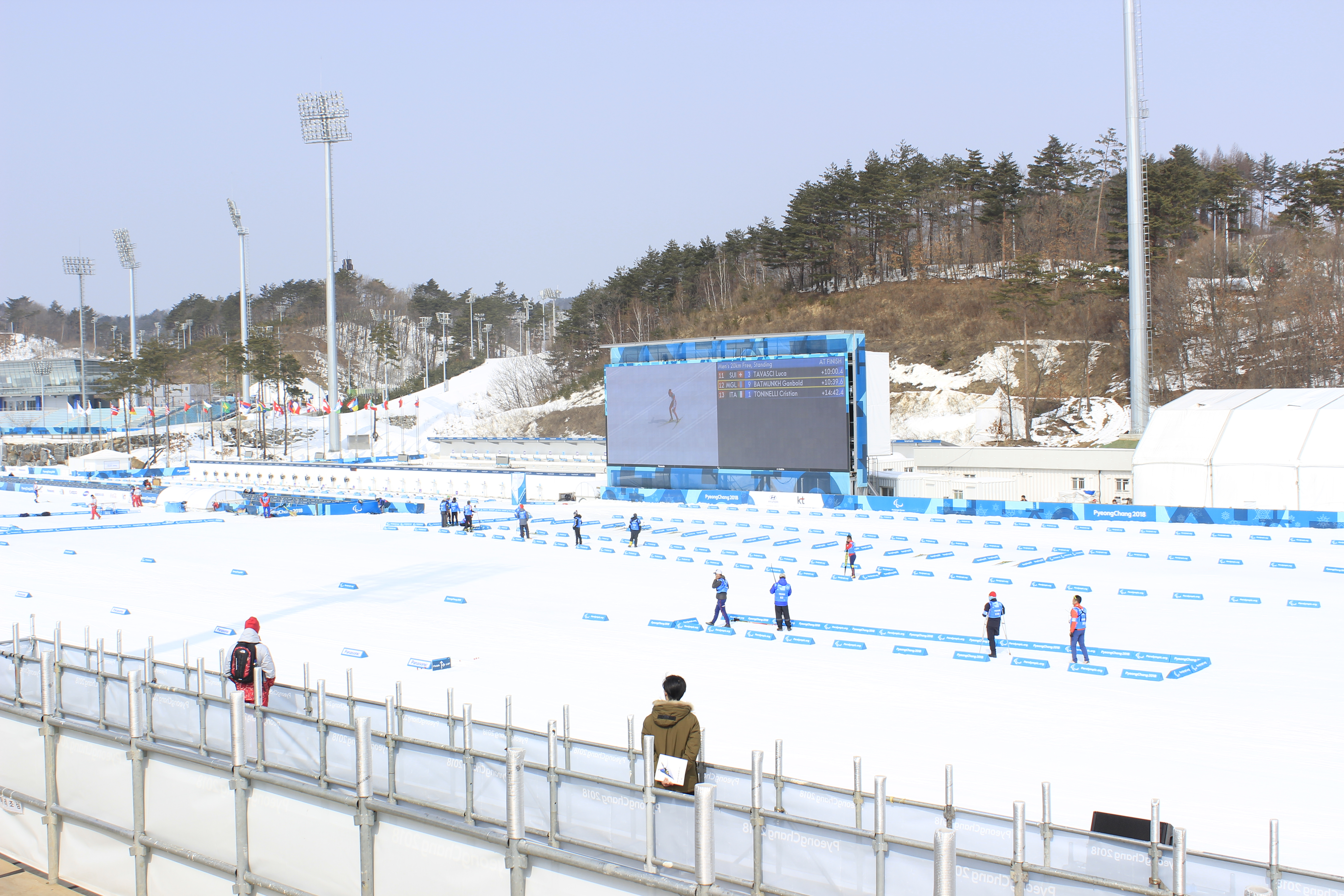
바이애슬론 센터에서 열리는 평창 패럴림픽 크로스컨트리 경기
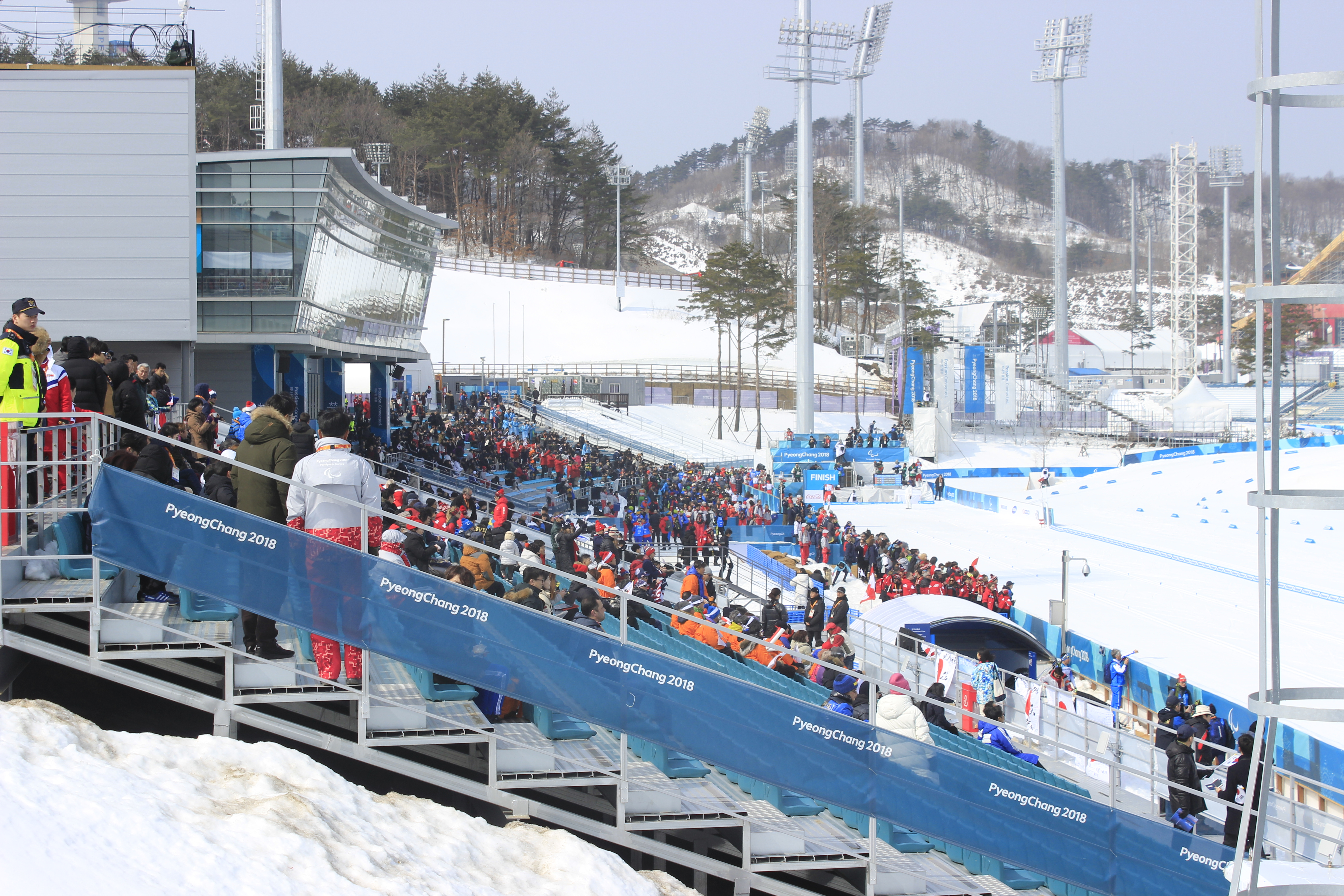
바이애슬론 센터의 관중석